# Barbacoll de collar
El barbacoll de collar (Bucco capensis) és una espècie d'ocell de la família dels bucònids (Bucconidae) que habita la selva humida de l'est de Colòmbia, sud de Veneçuela, Guaiana, est de l'Equador, nord-est del Perú i Brasil amazònic.